# 800-as évek
Évszázadok: 8. század – 9. század – 10. század
Évtizedek: 750-es évek – 760-as évek – 770-es évek – 780-as évek – 790-es évek – 800-as évek – 810-es évek – 820-as évek – 830-as évek – 840-es évek – 850-es évek
Évek: 800 801 802 803 804 805 806 807 808 809

## Események
- 802-803 - Aachenben birodalmi gyűlést tartottak